# Lako i malokalibarsko naoružanje
Lako i malokalibarsko naoružanje se odnosi na protokol kontrole naoružanja za dve glavne klase prenosivog oružja. 
Malokalibarsko oružje je u širem smislu, vatreno oružje dizajnirano za individualnu upotrebu. Medju njima su: pištolj (revolver i pištolj), puškomitraljez, puška, karabin, automatska puška, oružje za ličnu odbranu, jurišna puška, puške za borbu, snajper, automatsko oružje, i laki mitraljez.
Lako naoružanje je u širem smislu, mitraljez i oružje visokog eksploziva. Među njima su: anti materijalna puška, mitraljez opšte namene, srednji mitraljez, teški puškomitraljez, granata, puščana granata, bacač granate, automatski bacač granata, protiv-tenkovska puška, prenosne raketne granate, prenosivi sistemi vazdušne odbrane, i minobacači kalibra manjeg od 100 mm.
U lako i malokalibarsko naoružanje takođe spada: municija, eksploziv, ručna granata, nagazna mina i bilo koje prenosivo oružje koje nije gore navedeno.

## Definicija po međunarodnim pravnim konvencijama
Prema Kancelariji Ujedinjenih nacija za pitanja narkotika i kriminala, međunarodni okvir za vatreno oružje sastoji se od tri glavna instrumenta: Protokol o vatrenom oružju, Program Ujedinjenih nacija za sprečavanje, borbu i iskorenjivanje nezakonite trgovine malokalibarskim oružjem i lakim naoružanjem u svim aspektima (Program delovanja ili POA) i Međunarodni instrument koji omogućava državama da prate i identifikuju, na blagovremeni i pouzdan način, nezakonito malokalibarsko oružje i lako naoružanje (Međunarodni instrumenti za praćenje ili ITI), gde je samo protokol o vatrenom oružju pravno obavezujući.
ITI je usvojila Generalna skupština Ujedinjenih nacija 8 decembra 2005 godine, definiše malokalibarsko i lako naoružanje kao:
Svako prenosivo smrtonosno oružje koje se prenosi i pokreće, dizajnirano je da izbaci i lansira, ili može biti lako pretvoreno da izbaci i lansira metak ili projektil pod dejstvom eksploziva i isključujući antičko malokalibarsko oružje i lako naoružanje ili njihove replike. Antičko malokalibarsko oružje i lako naoružanje i njihove replike biće definisane u skladu sa domaćim zakonom. U nijednom slučaju neće biti antičko malokalibarsko oružje i lako naoružanje uključujući i ono proizvedeno 1899 godine:
A) Malokalibarska oružja u širem smislu su oružja dizajnirana za individualnu upotrebu. Između ostalog to uključuje revolvere i samopokretljive pištolje, puške i karabine, puškomitraljez, jurišne puške, i laki puškomitraljezi.
B) Lako naoružanje je u širem smislu oružje dizajnirano za upotrebu od strane dve ili tri osobe koje služe kao posada, iako se neki mogu nositi i koristiti od strane jedne osobe. Između ostalog to uključuje opštu namenu ili univerzalni puškomitraljez, mitraljez, teški mitraljez, puščane granate, minobacačke granate i bacači, granate, prenosivi protiv-avionski pistolji, prenosive anti-tekovske puške, beztrzajne puške, prenosne pokretačke rakete i raketni sistem, prenosivi pokretači protivraketni sistem i minobacači kalibra manjeg od 100 mm.
Takva politička kontrola i sporazumi su fokusirani na međunarodno krijumčarenje oružja (uvoz i izvoz), kao i standardizacija zakona, protokola i razmena informacija sa kriminalističkim službama je najbolja praksa u svim zemljama, kako bi se sprečila nezakonita prodaja oružja. Oni se takođe fokusiraju na terorizam, proliferaciju oružja kao humanitarni problem, razoružanje pred ekstremnim nasiljem i slučajevi ublažavanja anarhije, građanski ratovi i međunarodni sukobi. Odredbe SALW generalno nisu orijentisani na nameštanje ili primenu domaćeg nacionalnog ili lokalnog zakonodavstva o legitimnom vlasništvu ili prodaji oružja.

## Nastojanje UN-a za kontrolu SALW
Malokalibarsko oružje i lako naoružanje koristi se u sukobima širom sveta, prouzrokovajući povrede i smrt. Kontrola malokalibarskog naoružanja je prvi put bila obuhvaćena rezolucijom UN-a A/RES/46/36 (decembra 1991), koji je proširen na osnovu A/RES/50/70 (januara 1996). Ova poslednja rezolucija bila je zadužena za stručnjake da istraže vrste malokalibarskog i lakog naoružanja koje se koriste u sukobima u svetu i proučavanje oružja koje bi moglo da se primeni u režimu kontrole naoružanja. Preporuke stručnih izveštaja vraćeni su Generalnoj skupštini, A/52/298 (1997) i A/54/258 (1999) dovele su do konferencije 2001. godine u Ujedinjenim nacijama o nezakonitoj trgovini malokalibarskog oružja, sa pratnjom 2006. godine.
26 septembra 2013. godine, Savet bezbednosti UN-a usvojila je Rezoluciju 2117, koja je pozvala zemlje da ostanu posvećene embargu malokalibarskog oružja i protokolima kontrole SALW.
Rad na SALW-u preko Ujedinjenih nacija kordinira Kancelarija za pitanja razoružanja (UNODA), kroz mehanizam UN-a za kordinaciju malokalibarskog oružja koji čini 21 odeljenje UN-a koje rade na različitim apektima kontrole malokalibarskog oružja i lakog naoružanja. Institut Ujedinjenih nacija za istraživanje razoružanja (UNIDIR), sprovodi istraživanja u oblasti kontrole naoružanja i objavio je mnoge članke i knjige vezane za malokalibarsko oružje i lako naoružanje.
2 aprila 2013. godine, Generalna skupština UN-a glasala je u velikom broju na usvajanje Sporazuma o trgovini oružjem (ATT) kako bi se upravljalo zakonskom Međunarodnom trgovinom u mnogim vrstama konvencionalnog oružja, od ratnih brodova i aviona do malokalibarskog oružja i lakog naoružanja. Osnovna obaveza ugovora je da sve države potpisice moraju da uspostave ili održe kontrolu u toj obavezi. Na taj način, sporazum takođe pomaže međunarodnoj zajednici da se pozabavi neregulisanom ili ilegalnom trgovinom konvencionalnim oružjem. Sporazum je otvoren za potpisivanje 3 juna 2013. godine. Do danas dve trećine zemalja članica UN-a potpisalo je sporazum (130 država), a 72 države su ga ratifikovale. Sporazum je stupio na snagu 24 decembra 2014. godine.

## Drugi SALW režimi i upravljanje organizacijama
Mnoga druga povezana vladina tela i nevladine organizacije (NVO) takođe rade na kontroli SALW kao što su: IANSA, Saferworld i Kontrolna kampanja naoružanja. Regionalne i podregionalne organizacije koje rade na kontroli SALW smatraju da tu spada i Afrička unija, ECCAS, Ekonomska zajednica država zapadne Afrike (ECOWAS), Južnoafricke razvijene zajednice, Andean zajednica, CARICOM, MERCOSUR, Organizacija američkih država(OAS), Evropska unija, Оrgаnizаciја zа еvrоpsкu bеzbеdnоst i sаrаdnju, ASEAN, Arapska liga i Forum pacifičkih ostrva.

## Globalna distribucija malokalibarskog oružja
Tokom 2018. godine, istraživanje o malokalibarskom oružju prikazalo je da postoji preko jedne milijarde malokalibarskog naoružanja distribuiranog na globalnom nivou, od kojih je 857 miliona (oko 85 %) u rukama civila. To iznosi 120,5 vatrenog oružja za svakog stotog stanovnika. Svetske oružane snage kontrolišu oko 133 miliona (oko 13 %) od ukupnog globalnog broja lakog naoružanja od kojih je 43 % pripada Ruskoj Federaciji (30,3 miliona) i Kini (27,5 miliona). Organi za sprovođenje zakona kontrolišu oko 23 miliona (oko 2 %) globalnog ukupnog broja malokalibarskog oružja.

## Spoljašnje veze
- Arms Sales Monitoring Project Архивирано на веб-сајту  (13. април 2019) at the Federation of American Scientists (FAS)
- Small Arms and Light Weapons at United Nations Office for Disarmament Affairs (UNODA)
- Control Arms campaign
- Coordinating Action on Small Arms Архивирано на веб-сајту  (30. мај 2019) United Nations Programme of Action, Implementation Support System
- International Action Network on Small Arms (IANSA)
- Mines Advisory Group (MAG)
- Project On Government Oversight (POGO) "small arms" search results
- Small Arms Survey
- SALW Knowledge Base at South Eastern and Eastern Europe Clearinghouse for the Control of Small Arms and Light Weapons (SEESAC)
- United Nations Coordinating Action on Small Arms
- United Nations Institute for Disarmament Research
- UK Foreign & Commonwealth Office: Small Arms and Light Weapons
- The Wassenaar Arrangement on Export Controls for Conventional Arms and Dual-Use Goods and Technologies